# Amiga 4000
Il Commodore Amiga 4000 o Commodore A4000 è un personal computer della Commodore International basato sulla piattaforma Amiga.
Evoluzione dell'Amiga 3000, l'Amiga 4000 è stato presentato l'11 settembre 1992 al World of Commodore Amiga Show di Pasadena (11-13 settembre 1992, California, USA) e commercializzato dall'ottobre 1992 fino al fallimento di Commodore International nell'aprile 1994.
Nel 1994 è stato commercializzato un modello molto simile all'Amiga 4000, ma in case tower, l'Amiga 4000 Tower.

## Versioni
L'Amiga 4000 è stato commercializzato in due versioni diverse: una dotata di microprocessore Motorola 68EC030 a 25 MHz, l'altra dotata di microprocessore Motorola 68040 a 25 MHz.
La prima versione uscita è quella con Motorola 68040; a partire dal marzo 1993 uscì anche la versione con Motorola 68EC030, il Commodore Amiga 4000/030. Come conseguenza, la versione con Motorola 68040, inizialmente chiamata Commodore Amiga 4000, è stata rinominata Commodore Amiga 4000/040.

## Descrizione
L'Amiga 4000 si presenta in case desktop con due periferiche in dotazione: una tastiera alfanumerica e un mouse a due tasti. Il display video, necessario per l'utilizzo dell'Amiga 4000, non è compreso.
A differenza dei precedenti modelli di personal computer Amiga, le prime serie di Amiga 4000 avevano il microprocessore montato su scheda separata dalla scheda madre, cosa che consentiva la sostituzione dello stesso mediante schede CPU di Commodore International o di terze parti.
In seguito, nel tentativo di ridurre i costi, venne immessa sul mercato una versione di Amiga 4000 con processore Motorola 68EC030 direttamente montato su scheda madre. Questa versione era conosciuta come A4000-CR (CR sta per Cost Reduced, in italiano "costo ridotto").

## Specifiche tecniche
- CPU: Motorola 68EC030 a 25 MHz o Motorola 68040 a 25 MHz.
- Chipset: AGA
- Interfaccia per hard disk IDE
- Utilizzo di memorie SIMM a 72 pin
- 1 floppy disk drive da 3,5" DS/HD (double sided/high density)
- 2 bay frontali da 3½ per alloggiare 2 unità floppy
- 1 bay frontale da 5¼ per alloggiare 1 unità CD-Rom
- 2 alloggiamenti interni da 3½ per ospitare 2 hard disk